# Communauté de communes Ardèche des Sources et Volcans
La communauté de communes Ardèche des Sources et Volcans est une structure intercommunale française située dans le département de l'Ardèche, en région Auvergne-Rhône-Alpes.

## Histoire
En conformité avec le schéma départemental de coopération intercommunale de l'Ardèche approuvé le 26 décembre 2011, la communauté de communes est issue de la fusion intervenue le 1er janvier 2014 des communautés de communes Sources de l'Ardèche (dix communes), des Grands Serres (cinq communes) et Porte des Hautes Cévennes Ardéchoises (deux communes). Elle est créée par l'arrêté préfectoral no 2013151-0022 du 31 mai 2013.
Le 1er janvier 2017, la commune d'Astet quitte la communauté pour rejoindre la communauté de communes de la Montagne d'Ardèche.

## Territoire communautaire

### Géographie
La communauté de communes est située à l'ouest du département de l'Ardèche. Elle possède plusieurs sites touristiques remarquables, comme le Pont du Diable, la cascade du Ray-Pic, une station thermale à Neyrac-les-Bains (commune de Meyras), ainsi que de un Office de Tourisme à Neyrac les bains (Meyras) et deux bureaux saisonniers à Jaujac et Thueyts.
Le territoire communautaire est desservi par la route nationale 102, reliant Le Puy-en-Velay à Aubenas et à la vallée du Rhône, traversant les villages de Mayres, de Thueyts, de Pont-de-Labeaume et de Lalevade-d'Ardèche, ainsi que les routes départementales 536 (ancienne route nationale vers Montpezat-sous-Bauzon) et 19 (vers Jaujac).

### Composition
La communauté de communes est composée des 16 communes suivantes :

| Nom                       | Code Insee | Gentilé       | Superficie (km2) | Population (dernière pop. légale) | Densité (hab./km2) |
| ------------------------- | ---------- | ------------- | ---------------- | --------------------------------- | ------------------ |
| Thueyts (siège)           | 07322      | Athogiens     | 21,78            | 1 208 (2022)                      | 55                 |
| Barnas                    | 07025      | Barnassiens   | 26,51            | 207 (2022)                        | 7,8                |
| Burzet                    | 07045      | Burzetins     | 38,06            | 529 (2022)                        | 14                 |
| Chirols                   | 07065      | Chirolains    | 6,91             | 270 (2022)                        | 39                 |
| Fabras                    | 07087      | Fabrassous    | 7,52             | 458 (2022)                        | 61                 |
| Jaujac                    | 07107      | Jaujaquois    | 24,27            | 1 229 (2022)                      | 51                 |
| Lalevade-d'Ardèche        | 07127      | Levadois      | 2,27             | 1 153 (2022)                      | 508                |
| Mayres                    | 07153      | Mayrois       | 30,07            | 264 (2022)                        | 8,8                |
| Meyras                    | 07156      | Meyrassiens   | 12,31            | 906 (2022)                        | 74                 |
| Montpezat-sous-Bauzon     | 07161      | Montpezatiens | 27,23            | 756 (2022)                        | 28                 |
| Péreyres                  | 07173      | Péreyreins    | 12,63            | 49 (2022)                         | 3,9                |
| Pont-de-Labeaume          | 07178      | Balmipontins  | 4,66             | 572 (2022)                        | 123                |
| Prades                    | 07182      | Pradéens      | 9,79             | 1 184 (2022)                      | 121                |
| Saint-Cirgues-de-Prades   | 07223      |               | 3,48             | 140 (2022)                        | 40                 |
| Saint-Pierre-de-Colombier | 07282      | Colombierois  | 9,43             | 443 (2022)                        | 47                 |
| La Souche                 | 07315      | Souchois      | 31,52            | 384 (2022)                        | 12                 |

### Démographie
| 1968  | 1975  | 1982  | 1990  | 1999  | 2008  | 2013  |
| ----- | ----- | ----- | ----- | ----- | ----- | ----- |
| 9 216 | 8 761 | 8 445 | 8 218 | 8 257 | 9 375 | 9 727 |

## Administration

### Siège
La communauté de communes siège au château de Blou, à Thueyts.

### Les élus
La communauté de communes est gérée par un conseil communautaire composé de 32 membres représentant chacune des communes membres et élus pour une durée de six ans.
Ils sont répartis comme suit :
| Nombre de délégués | Seuils de population | Communes                                                                                      |
| ------------------ | -------------------- | --------------------------------------------------------------------------------------------- |
| 3                  | 1 001 hab. et plus   | Jaujac, Lalevade-d'Ardèche, Meyras, Prades, Thueyts                                           |
| 2                  | de 501 à 1 000 hab.  | Burzet, Fabras, La Souche, Montpezat-sous-Bauzon, Pont-de-Labeaume, Saint Pierre de Colombier |
| 1                  | moins de 500 hab.    | Barnas, Chirols, Mayres, Péreyres, Saint-Cirgues-de-Prades                                    |

### Présidence
Le conseil communautaire du 16 juillet 2020 a réélu son président, Cédric d'Império (maire de Fabras) et désigné ses six vice-présidents, :
- Pierre Chapuis (conseiller municipal de Thueyts), délégué aux finances, Urbanisme, SCoT, PLUi
- Karine Robert (maire de Meyras), déléguée au Tourisme, Thermalisme, Associations, Actions sociales, CIAS
- Yves Veyrenc (maire de Pont-de-Labeaume), délégué à la petite enfance, enfance, jeunesse.
- Marion Houetz (maire de Jaujac), déléguée Maison de santé de Jaujac, Agriculture, Transition écologique
- Dominique Fialon (maire de Lalevade-d'Ardèche), délégué au développement économique et aux mobilités
- Marie-France Fabréges (maire de Montpezat-sous-Bauzon), déléguée aux chemins de randonnées, Culture, Patrimoine

Ils forment ensemble l'exécutif de l'intercommunalité pour le mandat 2014-2020.

### Compétences
L'intercommunalité exerce des compétences qui lui sont déléguées par les communes membres.
Les deux compétences obligatoires sont les suivantes :
- aménagement de l'espace :
  - élaboration, révision en mise en œuvre de la charte de développement du territoire du Pays de l'Ardèche Méridionale (avec adhésion au syndicat mixte),
  - schéma de cohérence territoriale (adhésion au syndicat mixte du Pays),
  - charte de développement et d'aménagement du territoire communautaire,
  - opérations liées à des aménagements et de la mise en valeur de villages et/ou de sites touristiques,
  - adhésion au parc naturel régional des Monts d'Ardèche,
  - soutien aux actions de gestion de l'espace agro-sylvo-pastoral ;
- développement économique :
  - actions en faveur de l'emploi des 16-25 ans,
  - gestion d'outils immobiliers d'entreprises supra-communautaires,
  - étude ou gestion, animation et mise en œuvre d'opérations de développement du commerce et de l'artisanat en milieu rural,
  - adhésion au syndicat départemental d'équipement et d'aménagement de l'Ardèche et contribution à la gestion de l'aérodrome d'Aubenas,
  - création, aménagement, entretien et gestion de zones d'activité économique, ainsi que de parcs d'activités,
  - promotion du tourisme via l'office de tourisme intercommunal.

La communauté de communes a choisi cinq compétences optionnelles :
- protection et mise en valeur de l'environnement :
  - collecte, traitement et valorisation des déchets ménagers et assimilés,
  - étude, réalisation et gestion de moyens de production d'énergies renouvelables,
  - adhésion au syndicat mixte Ardèche claire, exerçant la compétence des eaux et des milieux aquatiques ;
- politique du logement et du cadre de vie : programme local et opération programmée d'aménagement de l'habitat ;
- création, aménagement et entretien de la voirie communale ;
- construction, entretien et fonctionnement d'équipements culturels et sportifs ;
- action sociale d'intérêt communautaire.

Les compétences facultatives sont les suivantes :
- petite enfance et jeunesse ;
- transport local et spécifique ;
- relais de services publics ;
- manifestations culturelles et événements ;
- communications électroniques ;
- adhésion au syndicat mixte Ardèche Drôme Numérique.

### Régime fiscal et budget
La communauté de communes applique la fiscalité professionnelle unique.